# Parti des Roms « Pro-Europe »
Pour les articles homonymes, voir Parti des Roms.
Le Parti des Roms « Pro-Europe » (en roumain : Partida Romilor „Pro Europa” et en romani : Partida le Romenge), auparavant nommé Parti des Roms et Parti rom social-démocrate (Partida Romilor Social-Democrată), est un parti politique qui représente la minorité ethnique rrom (aussi connu sous le nom de "tsigane"). Son leader est Nicolae Păun, actuellement député à la Chambre des députés.
Lors des élections législatives du 30 novembre 2008 apr. J.-C., il adopte sa dénomination actuelle.
Lors des élections locales de 2016, le parti remporte 143 sièges de conseillers municipaux alors que Dumitru Mircea est élu maire de Brăhășești.